# 伯纳德·卡茨
伯纳德·卡茨爵士，FRS（英語：Sir Bernard Katz，1911年3月26日—2003年4月20日），是一名生於德国的生物物理学家，后加入英国国籍。他以研究神经生物化学而著名，与乌尔夫·冯·奥伊勒、朱利叶斯·阿克塞尔罗德共同获得1970年诺贝尔生理学或医学奖。

## 生平
1911年出生於德意志帝國萊比錫的猶太家庭，並在當地度過童年，1929年畢業於當地的文理中學後進入萊比錫大學就讀醫學，1934年取得學位。由於納粹黨執政關係，卡茨1935年2月前往英國，他一方面在倫敦大學學院工作一方面攻讀博士學位，1938年取得哲學博士學位。1941年歸化英國國籍並於1942年加入澳大利亞皇家空軍參加太平洋戰爭，戰爭結束後回到英國繼續從事研究，1952年成為倫敦大學學院教授並領導該校的生物物理學研究工作。